# Zwischgold
Lo Zwischgold è una tecnica artistica adottata nella nobilitazione delle superfici lignee policrome.

## Tecnica esecutiva
Lo zwischgold è una lamina metallica ottenuta, sin dall'antichità, battendo due monete sovrapposte una d'argento e una d'oro, per ottenere da un'unica moneta del prezioso metallo una foglia di maggiori dimensioni. 
Realizzata a volte anche in maniera fraudolenta, era utilizzata coscientemente da vari artisti d'oltralpe e di area germanofona, nelle pieghe più nascoste delle sculture lignee o negli altorilievi dei Flügelaltar
Come spesso si ritrova nei contratti per l'esecuzione di preziose opere d'arte definiti con la committenza, venivano specificati, oltre alla natura ed alla composizione dei soggetti da realizzare, anche le quantità di once di colori preziosi (lapislazzuli, azzurrite, ecc.) e degli  zecchini necessari alla completa doratura della superficie.
Si può quindi immaginare che, in accordo con il Battiloro , l'artista richiedesse di "tagliare" l'oro con l'argento molto meno prezioso e costoso, recuperando probabilmente qualche soldo del prezioso metallo.
La conoscenza delle problematiche di questa tecnica da parte di artisti e botteghe rinomate, era fondamentale perché non si può trascurare il fatto che l'argento negli anni tende ad ossidarsi annerendo, facendo saltare la lamina dorata in superficie, lasciando quindi a vista il degrado, con le conseguenze del caso.
Questo degrado lo si può vedere ad esempio nelle ante dell'altare a portelle (Flügelaltar) della chiesa di Santa Maria Assunta  di Fiera di Primiero iscritto alla produzione del Maestro Narciso da Bolzano, dove nelle pieghe del manto dorato della Madonna si notano le classiche forme squadrate dei fogli sovrapposti che in quel punto sono annerite.
Lo stesso fenomeno si può osservare su altre sculture di area germanica conservate al Museo Diocesano di Trento, dove nelle opere a mezzo e tutto tondo delle sale che fanno riferimento alle valli ladine e di influenza del Principato Tirolese si possono ancora scorgere le lamine nerastre realizzate con lo zwischgold.
Tale tecnica  seppure utilizzata fino alla prima metà del 1600 (Madonna con bambino conservata nella chiesa di Madonna di Campiglio) in area tedesca e altoatesina, non attecchisce in ambito italiano dove si preferiva utilizzare la tecnica  della meccatura della lamina argentata.